# دبلوماسية

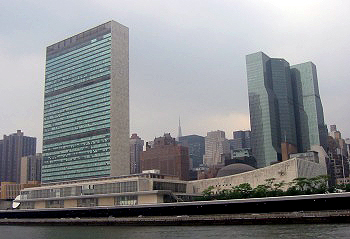
الأمم المتحدة بمقرها الواقع في مدينة نيويورك، هي أكبر منظمة دبلوماسية دولية.

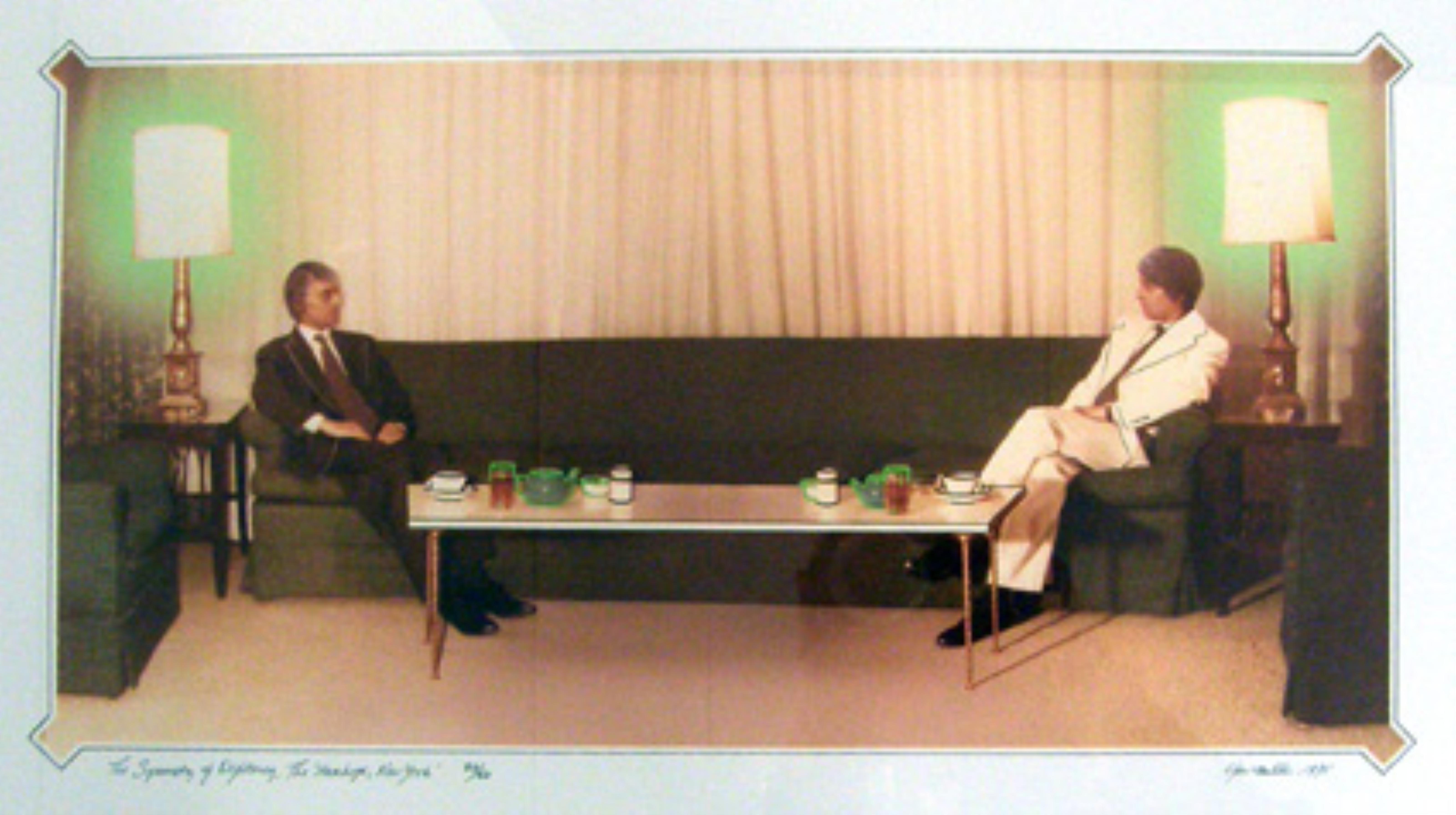
Ger van Elk, Symmetry of Diplomacy, 1975, Groninger Museum.

الدبلوماسية (مأخوذة من الكلمة اللاتينية diploma، والتي تعني وثيقة رسمية، والتي بدورها مشتقة من الكلمة اليونانية δίπλωμα، والتي تعني ورقة/وثيقة مطوية) هي نظم ووسائل الاتصال بين الدول الأعضاء في الجماعة الدولية،  وهي وسيلة إجراء المفاوضات بين الأمم. ويطبق اليوم بعض أهل الأدب هذا التعبير على الخطط والوسائل التي تستخدمها الأمم عندما تتفاوض. فالتفاوض، في هذا المعنى يشتمل على صياغة السياسات التي تتبعها الأمم لكي تؤثر على الأمم الأخرى. وعندما يفشل التفاوض أثناء أزمة كبيرة، فإن الحرب تنشب في أغلب الأحيان.
ومن الناحية التقليدية يُشار إلى فن التفاوض على أنه الممارسة الرسمية التي تتبعها معظم الأمم في إرسال ممثلين يعيشون في بلدان أخرى. وهؤلاء الممثلون المفاوضون يُعرفون بالدبلوماسيين، ويساعدون على استمرارية العلاقات اليومية بين بلادهم والبلاد التي يخدمون فيها. وهم يعملون من أجل مكاسب سياسية أو اقتصادية لبلادهم ولتحسين التعامل الدولي.

## علم أصول الكلمات
اشتُق مصطلح الدبلوماسية في القرن الثامن عشر من المصطلح الفرنسي diplomate (دبلوماسي)، استنادًا إلى الكلمة اليونانية القديمة diplōma، والتي تعني تقريبًا «شيء مطوي إلى قسمين». وهذا يعكس ممارسة الحكام الذين يقدمون وثيقة مطوية لمنح نوع من الامتياز الرسمي؛ قبل اختراع المغلف، وقد خدم طي المستند لحماية خصوصية محتوياته. وطبق المصطلح لاحقًا على جميع الوثائق الرسمية، مثل تلك التي تحتوي على اتفاقيات بين الحكومات، وبالتالي أصبح مرتبطًا بالعلاقات الدولية.

## التاريخ

### آسيا الغربية
بعض أقدم السجلات الدبلوماسية المعروفة هي رسائل تل العمارنة المكتوبة بين الأسرة المصرية الثامنة عشر وحكام أمورو في كنعان خلال القرن الرابع عشر قبل الميلاد. وأبرمت معاهدات السلام بين دولتي المدن في بلاد الرافدين من لجش وأوما نحو عام 2100 قبل الميلاد. وبعد معركة قادش عام 1274 قبل الميلاد خلال فترة الأسرة التاسعة عشرة، أنشأ فرعون مصر وحاكم الإمبراطورية الحيثية واحدة من أولى معاهدات السلام الدولية المعروفة، والتي نجت في أجزاء من الألواح الحجرية، والتي تسمى الآن بشكل عام معاهدة السلام المصرية الحيثية.
أرسلت دول المدن اليونانية القديمة في بعض المناسبات مبعوثين للتفاوض بشأن قضايا محددة، مثل الحرب والسلام أو العلاقات التجارية، لكن لم يكن لديهم ممثلون دبلوماسيون موجودون بانتظام في أراضي بعضهم البعض. ومع ذلك، فإن بعض الوظائف الممنوحة للممثلين الدبلوماسيين المعاصرين كانت تتم من قبل وكيل، وهو مواطن من المدينة المضيفة تربطه علاقات ودية مع مدينة أخرى، غالبًا من خلال الروابط الأسرية. في أوقات السلم، كانت الدبلوماسية تُجرى حتى مع منافسين من غير الهلنستيين مثل الإمبراطورية الأخمينية في بلاد فارس، التي غزاها الإسكندر المقدوني الأكبر. وكان الإسكندر أيضًا بارعًا في الدبلوماسية، مدركًا أن غزو الثقافات الأجنبية يمكن تحقيقه بشكل أفضل من خلال اختلاط رعاياه المقدونيين واليونانيين والتزاوج مع السكان الأصليين. مثلًا، اتخذ الإسكندر زوجته روكسانا من الصغد في باختر، بعد حصار صخرة الصغد بهدف تهدئة الجماهير المتمردة. وظلت الدبلوماسية أداة ضرورية لفن الحكم في الدول الهلنستية العظيمة التي خلفت إمبراطورية الإسكندر، مثل المملكة البطلمية والإمبراطورية السلوقية، اللتين خاضتا عدة حروب في الشرق الأدنى وغالبًا ما تفاوضتا على معاهدات السلام من خلال تحالفات الزواج.

### الإمبراطورية العثمانية
كانت العلاقات مع الإمبراطورية العثمانية ذات أهمية خاصة للدول الإيطالية، والتي كانت تعرف الحكومة العثمانية باسم الباب العالي. واعتمدت جمهوريتا جنوة والبندقية البحريتان بشكل أقل على قدراتهما البحرية، وأكثر فأكثر على إدامة العلاقات الجيدة مع العثمانيين. وساعدت التفاعلات بين مختلف التجار والدبلوماسيين ورجال الدين المنحدرين من الإمبراطوريتين الإيطالية والعثمانية في افتتاح وخلق أشكال جديدة من الدبلوماسية وفن الحكم. في نهاية المطاف، تطور الهدف الأساسي للدبلوماسي، الذي كان في الأصل مفاوضًا، إلى شخصية تمثل دولة مستقلة في جميع جوانب الشؤون السياسية. وأصبح من الواضح أن جميع الملوك الآخرين شعروا بالحاجة إلى التكيف دبلوماسيًا، بسبب ظهور البيئة السياسية القوية للإمبراطورية العثمانية. ويمكن التوصل إلى استنتاج مفاده أن جو الدبلوماسية في الفترة الحديثة المبكرة كان يدور حول أساس التوافق مع الثقافة العثمانية.

### شرق آسيا
كان أحد أوائل الواقعيين حول نظرية العلاقات الدولية هو الاستراتيجي العسكري من القرن السادس قبل الميلاد سون تزو (توفي 496 قبل الميلاد)، مؤلف كتاب فن الحرب. وقد عاش في وقت بدأت فيه الدول المتنافسة تولي اهتمامًا أقل للجوانب التقليدية للوصاية على ملوك صوريين من أسرة زو (نحو 1050-256 قبل الميلاد) بينما تنافست كل منها على السلطة والغزو الكامل. ومع ذلك، فإن قدرًا كبيرًا من الدبلوماسية في إنشاء الحلفاء، ومقايضة الأراضي، وتوقيع معاهدات السلام كان ضروريًا لكل دولة متحاربة، وتطور الدور المثالي «للمُقنع / الدبلوماسي».
من معركة بيدنغ (200 قبل الميلاد) حتى معركة ماي (133 قبل الميلاد)، أُجبرت سلالة هان على دعم تحالف الزواج ودفع مبلغ باهظ من الجزية (بالحرير والقماش والحبوب والمواد الغذائية الأخرى) إلى اتحاد شيونغنو البدوي الشمالي القوي الذي وحده مودو شانيو. بعد أن أرسل اتحاد شيونغنو رسالة إلى إمبراطور الهان وين (حكم 180-157) بأنهم سيطروا على مناطق تمتد من منشوريا إلى دول واحة حوض تاريم، جرت صياغة معاهدة في عام 162 قبل الميلاد تعلن أن كل شيء شمال السور العظيم ينتمي إلى أراضي البدو، في حين أن كل شيء جنوبه سيكون مخصصًا للصينيين الهان. وجددت المعاهدة ما لا يقل عن تسع مرات، لكنها لم تمنع بعض التوكي (الملوك) من شيونغنو من الإغارة على حدود الهان. كان ذلك حتى حملات الإمبراطور وو من هان (حكم 141-87 قبل الميلاد) والتي حطمت اتحاد شيونغنو وسمحت للهان بغزو المناطق الغربية. وتحت حكم وو، في 104 قبل الميلاد، جازفت جيوش الهان بالوصول حتى فرغانة في آسيا الوسطى لمحاربة شعب اليويشي الذين احتلوا المناطق اليونانية الهلنستية.
كان الكوريون واليابانيون خلال عهد سلالة تانغ الصينية (618-907 م) ينظرون إلى العاصمة الصينية تشانغآن باعتبارها مركزًا للحضارة ويقلدون بيروقراطيتها المركزية كنموذج للحكم. وأرسل اليابانيون سفارات متكررة إلى الصين في هذه الفترة، على الرغم من أنهم أوقفوا هذه البعثات في عام 894 عندما بدت سلالة تانغ على وشك الانهيار. وبعد ثورة آن لوشان المدمرة من عام 755 حتى عام 763، لم تكن أسرة تانغ في وضع يسمح لها بإعادة احتلال آسيا الوسطى وحوض تاريم. وبعد عدة صراعات مع الإمبراطورية التبتية امتدت على عدة عقود مختلفة، أبرمت سلالة تانغ أخيرًا هدنة ووقعت معاهدة سلام مع الإمبراطورية التبتية عام 841.

## معاني الدبلوماسية
للدبلوماسية عدة معاني:
1- الدبلوماسية في اللاتينية: تعني الشهادة الرسمية أو الوثيقة التي تتضمن صفة المبعوث والمهمة الموفد بها، والتوصيات الصادرة بشأنه من الحاكم يقصد تقديمه وحسن استـقباله أو تسير انتقاله بين الأقاليم المختلفة وكانت هذه الشهادات أو الوثائق عبارة عن أوراق تمسكها قطع من الحديد (تسمى دبلوما).
2- أما المعنى الثاني: الذي استعمله الرومان لكلمة دبلوماسية والذي كان يفيد عن طباع المبعوث أو السفير وقصدت باللاتينية (بمعنى الرجل المنافق ذي الوجهين).

## الواجبات الدبلوماسية
يقوم المفوضون الدبلوماسيون خارج بلادهم، بجمع المعلومات عن كل شيء ذي قيمة من وجهة نظر بلادهم. ويرسلون تقارير رسمية، غالباً ما تكون في شكل رموز. كذلك فإن المفوضين الدبلوماسيين يدافعون عن حقوق مواطنيهم الذين هم خارج البلاد.
يتخذ هؤلاء الدبلوماسيون مقرهم الرئيسي في السفارة أو في المفوضية، والفرق الوحيد بين السفارة والمفوضية هي درجة الدبلوماسي المكلف فالسفير يرأس السفارة، والوزير المفوض يرأس المفوضية.

## الحصانة الدبلوماسية
يتمتع الدبلوماسيون بامتيازات وحصانات متعددة مهمة أثناء خدمتهم خارج بلادهم. وتعود هذه الامتيازات لكونهم الممثلين المباشرين لقوى ذات سيادة، وبإمكان هؤلاء الدبلوماسيين أن يتمتعوا باستقلال تام في التصرف لتأدية واجباتهم. وتُبنى هذه الامتيازات على مبدأ خروجهم عن نطاق التشريع الوطني. وهذا المبدأ الذي يستعمل في القانون الدولي، يشتمل على ضمان بقاء الناس الذين يعيشون في بلدان أجنبية في نطاق سلطات حكوماتهم الأصلية.
وهناك عدة مزايا وحصانات دبلوماسية ومنها:
- لا يجوز إلقاء القبض عليهم لأي سبب. ويتمتع أفراد أسرهم بهذا الاستثناء.
- لا يجوز تفتيش أو احتجاز مساكنهم وأوراقهم وأمتعتهم.
- لا يجوز فرض ضرائب على ممتلكاتهم الشخصية من قبل البلاد التي يخدمون فيها.
- يتمتع الدبلوماسيون وعائلاتهم وموظفوهم بحرية العبادة الكامل.
- يختلف الدبلوماسيون عن موظفيهم في درجات الحصانة.

## وصلات خارجية
- دليل الشؤون الخارجية والكتيبات المصاحبة - عن وزارة الخارجية الأمريكية (بالإنجليزية)
- دبلوماسية الخطوط الأمامية: مجموعة التاريخ الشفوي للشؤون الخارجية على موقع مكتبة الكونغرس (بالإنجليزية)